# حسن لنگی بالا
حسن لنگی بالا، روستایی در دهستان حسن لنگی بخش شمیل شهرستان بندرعباس در استان هرمزگان ایران است. این روستا، مرکز دهستان حسن لنگی است.

## جمعیت
بر پایه سرشماری عمومی نفوس و مسکن در سال ۱۳۹۵، جمعیت این روستا برابر با ۱٬۹۴۳ نفر (۵۳۸ خانوار) بوده‌است.